# Empis aquila
Empis aquila är en tvåvingeart som beskrevs av White 1916. Empis aquila ingår i släktet Empis och familjen dansflugor. Inga underarter finns listade i Catalogue of Life.